# Universität Neuenburg
Die Universität Neuenburg (französisch Université de Neuchâtel) ist eine öffentliche Universität und wurde im Jahr 1909 im schweizerischen Neuenburg gegründet. Sie verfügt über vier Fakultäten.

## Geschichte
Die Universität geht auf eine 1838 von Friedrich Wilhelm IV. von Preussen, damals Fürst von Neuenburg, gegründete Akademie zurück, die 1848 vom Grossen Rat geschlossen, 1866 wiedereröffnet und 1909 in eine Universität umgewandelt wurde.
Die Studentenanzahl an der Universität Neuchâtel wächst seit einigen Jahren stetig an; damit folgt sie einem allgemeinen, schweizweiten Trend.
| 2005 | 2006 | 2007 | 2008 | 2009 | 2010 | 2011 | 2012 | 2013 | 2014 |
| ---- | ---- | ---- | ---- | ---- | ---- | ---- | ---- | ---- | ---- |
| 3629 | 3760 | 3727 | 3826 | 4087 | 4217 | 4378 | 4358 | 4308 | 4376 |

## Profil

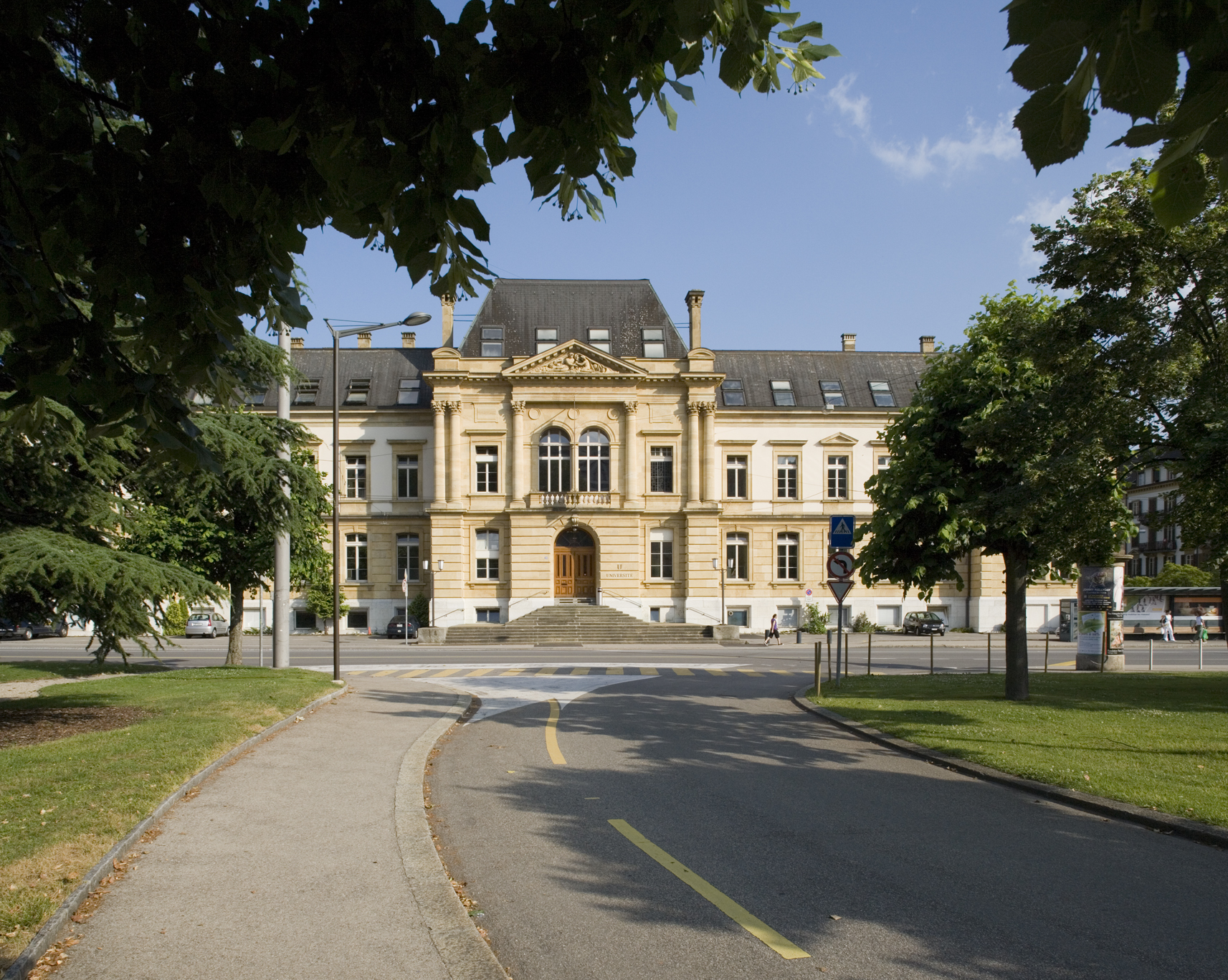
Hauptgebäude der Universität Neuchâtel

Die Universität hat heute ungefähr 4200 Studierende und 587 akademische Mitarbeiter mit 117 Professuren. Rund 55 Prozent der Studierenden sind weiblich.
Es gibt vier Fakultäten:
- Geistes- und Humanwissenschaften (Faculté des Lettres et Sciences Humaines)
- Naturwissenschaften (Faculté des Sciences)
- Rechtswissenschaft (Faculté de Droit)
- Wirtschaftswissenschaften (Faculté des Sciences économiques)

Das Hauptgebäude, in dem ein Teil der Verwaltung und die Faculté des Sciences économiques et sociales sowie ein Teil der Faculté de Droit untergebracht sind, wie auch das Gebäude der Faculté des Lettres et Sciences Humaines liegen direkt am Neuenburgersee.
Mit etwa 2000 Studenten ist die Faculté des Lettres et Sciences Humaines die grösste Fakultät der Universität. Hier werden Abschlüsse angeboten in Anglistik, Archäologie, Ethnologie, Geographie, Germanistik, Geschichtswissenschaft, Journalistik, Klassische Philologie, Kunstgeschichte, Linguistik, Pädagogik, Philosophie, Psychologie, Romanistik und Soziologie.
Bis zu ihrer Schliessung im Juli 2015 bestand zudem eine Theologische Fakultät (Faculté de Théologie) zum Studium der Evangelischen Theologie. Damit stellte auch La Chair et le Souffle. Revue internationale de théologie et de philosophie, die Zeitschrift der Fakultät, ihr Erscheinen ein.

### Geistes- und Humanwissenschaften
Die wichtigsten Institute und Labore sind folgende:
- Institut de géographie (IGG)
- Institut d’ethnologie (IETHNO)
- Institut de philosophie (IPHILO)
- Institut de littérature française (ILF)
- Institut d’histoire (IH)
- Institut d’histoire de l’art et de muséologie (IHAM)
- Institut des sciences du langage et de la communication (ISLC)
- Institut d’archéologie (IA)
- Institut de langue et littérature allemande (ILLAL)
- Institut de langue et littérature anglaise (ILLAN)
- Institut de langue et littérature hispanique
- Institut de psychologie et éducation (IPSYED)
- Institut de langue et civilisation françaises (ILCF)
- Institut de sociologie (ISOCIO)
- Institut Forum suisse pour l’étude des migrations et de la population (SFM)
- Laboratoire d’études transnationales et des processus sociaux

### Häuser und Zentren
- Maison d’analyse des processus sociaux (MAPS)
- Maison des sciences historiques (MASH)
- Maison des sciences du langage et de la communication (SciLAC)
- Maison de la philosophie
- Centre de logopédie
- Centre de sciences cognitives
- Centre de dialectologie
- Centre de linguistique appliquée
- Centre de linguistique française

Internationales Renommee hat die Universität Neuenburg für ihre Institute für Biologie, Ethnologie, Gesundheitsrecht, Mikrotechnik sowie die Groupe de Recherche en Économie Territoriale (GRET).

### Kompetenzzentren
In ihrem Aktionsplan für die Jahre 2013–2016 definiert die Universität Neuchâtel neun verschiedene Kompetenzzentren im Bereich der Forschung und Innovation. Es sind dies:
- Health Law
- Time/Frequency and Optical Metrology
- Hydrogeology and Geothermics
- Chemical Ecology
- Migration and Mobility
- Cognitive Sciences
- Social Interaction
- Complex Systems and Big Data
- Intellectual Property and Innovation Law

Die verschiedenen Kompetenzzentren zeichnen sich durch ihren interdisziplinären und interfakultären Charakter aus und kristallisieren die Wissensbasis, die die Universität Neuchâtel auszeichnet.

### Administration
Das Jahresbudget betrug im Jahr 2014 rund 142 Millionen Franken, von denen 18 Millionen auf Subsidien und Drittmittel fallen. Am 5. Februar 2007 wurde der Rektor Alfred Strohmeier fristlos entlassen. Als Rektor ad interim wurde von der Kantonsregierung Jean-Pierre Derendinger eingesetzt. Mit Martine Rahier war von Sommer 2008 bis August 2016 die erste Rektorin der Romandie im Amt, gefolgt von Kilian Stoffel.

## Absolventen
- Pierre Aubert (1927–2016), Politiker
- Jean Georges Baer (1902–1975), Parasitologe und Umweltaktivist
- Didier Berberat (* 1956), Rechtsanwalt und Politiker
- Alain Berset (* 1972), Politiker
- Benno Besson (1922–2006), Schauspieler und Regisseur
- Othmar Blumer (1848–1900), Industrieller und Politiker
- Julius Dedual (1864–1939), Jurist und Politiker
- Claude Frey Claude Frey (* 1943), Politiker
- Gilles Jaquet (* 1974), Snowboarder
- Pierre Graber (1908–2003), Politiker
- Yan Greub (* 1972), Romanist
- Paul Humbert (1885–1972), evangelischer Theologe, Hochschullehrer und Bibliothekar
- Karl Koller (1863–1920), reformierter Geistlicher, Unternehmer und freisinniger Politiker
- Philippe Lazzarini (* 1964), italienisch-schweizerischer Rotkreuz- und UN-Funktionär
- Emile Lombard (1875–1965), französisch-schweizerischer evangelischer Geistlicher und Hochschullehrer
- Philippe Henri Menoud (1905–1973), evangelischer Geistlicher und Hochschullehrer
- René Meylan (1929–2000), Politiker
- Mohammad Mossadegh (1880 oder 1882–1967), iranischer Politiker
- Gilles Petitpierre (* 1940), Politiker
- Charles Frédéric Porret (1845–1921), evangelischer Geistlicher und Hochschullehrer
- Denis de Rougemont (1906–1985), politischer Philosoph
- Christophe Senft (1914–1988), evangelischer Geistlicher und Hochschullehrer
- Robert Weissenbach (1851–1907), Jurist und Politiker
- Ye Peijian (* 1945), chinesischer Ingenieur

## Ehrenpromotionen
- Friedrich Dürrenmatt (1981) (1921–1990), Schriftsteller, Dramatiker und Maler
- Thomas Bonhoeffer (1931–2022), deutscher praktischer Theologe
- Nicolas Hayek (1996) (1928–2010), Unternehmer